# Francesca Napodano
Francesca Napodano (Casale Monferrato, 17 gennaio 1999) è una pallavolista italiana, libero della Lecco Picco.

## Carriera

### Club
La carriera di Francesca Napodano inizia nel 2016 nelle giovanili del Volleyrò. Nella stagione 2017-18 esordisce in Serie A1 grazie all'ingaggio da parte del Casalmaggiore.
Nell'annata 2018-19 veste la maglia del Soverato, in Serie A2, per poi ritornare nella massima divisione nella stagione successiva, acquistata dall'AGIL di Novara. Per il campionato 2021-22 resta nella stessa divisione, difendendo i colori della Savino Del Bene, con cui vince la Challenge Cup, mentre in quello successivo viene ingaggiata dall'Helvia Recina, neopromossa in massima serie.
Per la stagione 2023-24 fa ritorno in Serie A2 e si trasferisce al Montecchio Maggiore. Per l'annata successiva rimane nella stessa categoria, firmando per la Lecco Picco.

### Nazionale
Ottiene le prime convocazioni nella nazionale italiana nel 2019, in occasione della XXX Universiade, competizione dove si aggiudica la medaglia d'argento.

## Palmarès

### Club
- Challenge Cup: 1

2021-22

### Nazionale (competizioni minori)
- Universiade 2019